# Benibéder
Benibéder era una antigua alquería, hoy desaparecida, que estaba situada al término municipal de Jalón, en la comarca de la Marina Alta, provincia de Alicante.

## Etimología
El topónimo de esta alquería significa los descendientes de Béder. Béder es la forma valencianizada del antropónimo árabe Badr (o Bedr), que era un nombre bastante frecuente en Al-Ándalus. Este Béder sería muy probablemente un antepasado común de las familias musulmanas que vivían en la antigua alquería.